# Eparchia dell'Africa meridionale

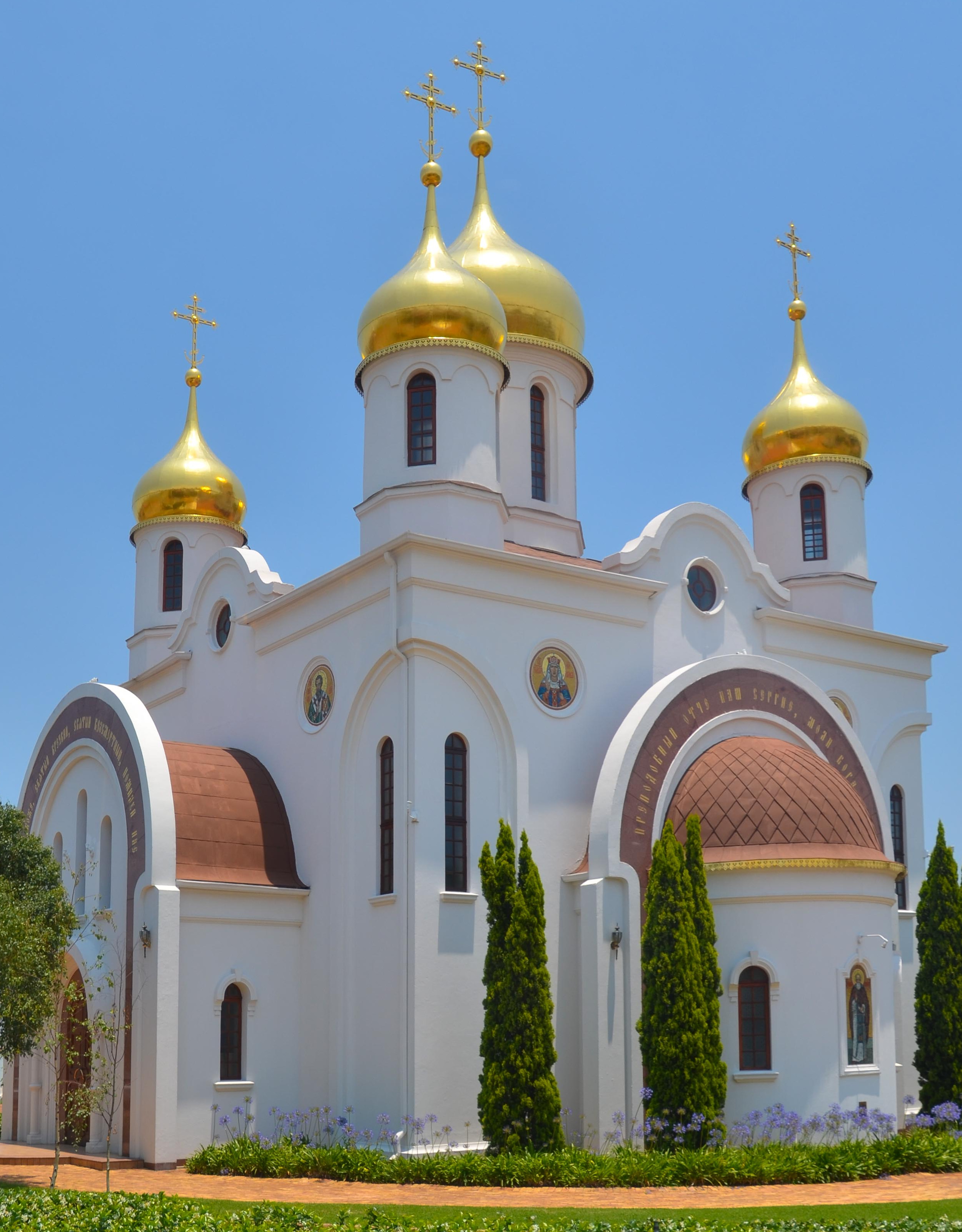
La chiesa di san Sergio di Radonež a Midrand, Sudafrica.

L'eparchia dell'Africa meridionale (in russo Южно-Африканская епархия?) è un'eparchia della Chiesa ortodossa russa nell'esarcato patriarcale d'Africa.
È stata istituita dal Santo Sinodo il 29 dicembre 2021, con sede nella città del Johannesburg.
L'eparchia ha giurisdizione sui fedeli ortodossi dipendenti dal patriarcato di Mosca nelle seguenti nazioni: Sudafrica, Lesotho, eSwatini, Namibia, Botswana, Zimbabwe, Mozambico, Angola, Zambia, Malawi, Madagascar, Mauritius, Comore, Tanzania, Kenya, Uganda, Ruanda, Burundi, Repubblica Democratica del Congo, Repubblica del Congo, Gabon, Guinea Equatoriale e São Tomé e Príncipe.
Dall'11 ottobre 2023 Konstantin Ostrovsky, «Metropolita di Zarajsk ed esarca Patriarcale d'Africa», è amministratore dell'eparchia. Gli eparchi hanno il titolo ufficiale di "eparca di Johannesburg e dell'Africa meridionale".